# Arsenio Erico
Arsenio Pastor Erico Martínez (ur. 30 marca 1915 w Asunción, zm. 23 lipca 1977 w Buenos Aires) – były paragwajski piłkarz grający jako napastnik.
Najlepszy strzelec w historii ligi argentyńskiej.
Powszechnie uważany jest za najlepszego piłkarza w dziejach futbolu paragwajskiego.

## Kariera klubowa
Piłkarską karierę rozpoczął w stołecznym Nacionalu, w którego pierwszym zespole zadebiutował mając w wieku zaledwie 15 lat.
Na początku lat trzydziestych wszedł w skład drużyny piłkarskiej paragwajskiego Czerwonego Krzyża, która rozgrywała mecze na terenie Argentyny by zebrać fundusze na wojnę o Chaco. Jego świetna gra podczas tournée, sprawiła, że podpisał zawodowy kontrakt z argentyńskim CA Independiente.
Napastnik zadebiutował w lidze argentyńskiej w maju 1934 roku w wyjazdowym meczu przeciwko Boca Juniors (2:2). Swoją świetną grą, szybko wkupił się w łaski kibiców, choć przez pierwszy okres pobytu w nowym kraju musiał walczyć z licznymi przeciwnościami losu. Obiecujący początek został zastopowany przez tajemniczą infekcję, następnie w 1935 roku dwa razy złamał rękę. Po powrocie do zdrowia, szybko przypomniał wszystkim o swoim talencie, prowadząc CA Independiente do dwóch mistrzostw kraju w 1938 i 1939 roku. Jedna z najdziwniejszych historii w jego karierze przydarzyła się w mistrzowskim sezonie 1938. Producent papierosów „Cigarillos 43” oferował nagrodę pieniężną każdemu, kto zdobędzie 43 bramki w sezonie. Erico, król strzelców z poprzedniego sezonu, był głównym faworytem tego konkursu – jak się później został zwycięzcą nagrody strzelając w sezonie równe 43 gole.
Piłkarską karierę zakończył w gdzie w 1947 roku jako piłkarz CA Huracán. Rok później, przez sezon, pełnił funkcję grającego dyrektora technicznego w rodzimym Club Nacional.

## Kariera reprezentacyjna
Arsenio Erico nigdy nie zagrał w reprezentacji Paragwaju.

Jako kariera piłkarska przypadła na czas Wojny o Chaco, w czasie której reprezentacja kraju nie rozgrywała spotkań (do 1935 roku). Paragwaj zakwalifikował się do Copa America w 1937 roku, ale CA Independiente nie zezwoliło zawodnikowi na opuszczenie klubu. Była to decyzja krzywdząca tym bardziej, że Erico znajdował się wówczas w szczytowej formie i z 47 bramkami został królem strzelców Primera División. Przez wiele lat o piłkarza zabiegała reprezentacja Argentyny – przed Mistrzostwami Świata w 1938, otrzymał od federacji Argentyńskiej oficjalną ofertę, którą zawodnik odrzucił. Decyzja ta, choć dla wielu rozczarowująca, wzbudziła ogólny szacunek zarówno wśród rodaków, jak i Argentyńczyków. Ostatecznie jednak drużyna Albicelestes nie wzięła udziału w kwalifikacjach do światowego czempionatu. 

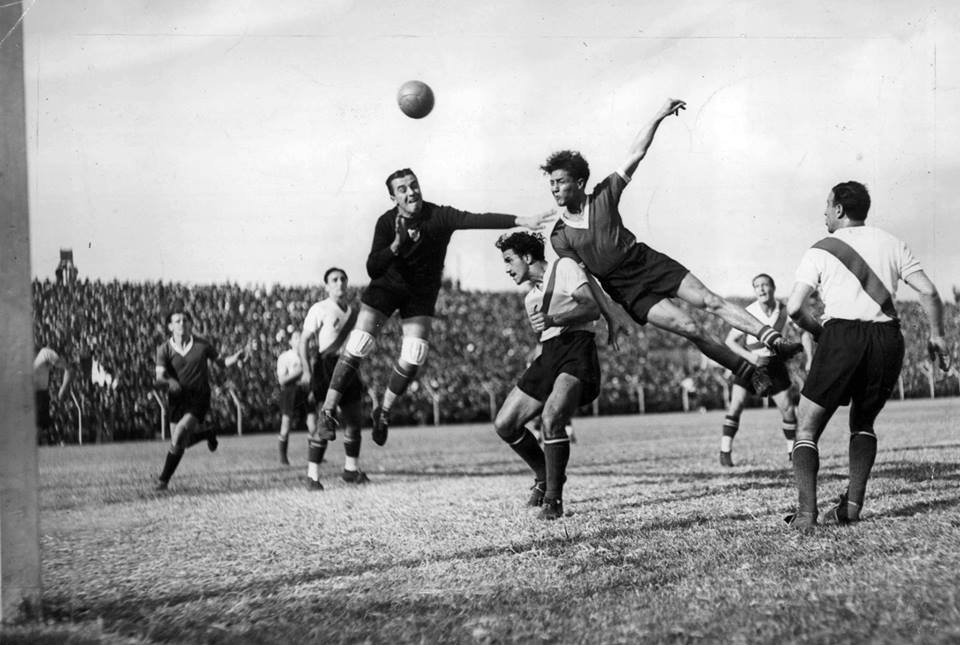
Arsenio Erico zdobywający golą strzałem głową

Co ciekawe w reprezentacji Paragwaju wystąpił mniej znany brat piłkarza – Adolfo Alfredo Erico.

## Styl gry
Paragwajczyk, mimo przeciętnego wzrostu (178 cm) pokonywał w walce o górne piłki znacznie wyższych rywali. Od swoich efektownymi goli głową, zyskał przydomek „Skaczący diabeł”, Sporo bramek zdobył poprzez wytrącenie głową, piłki z rąk bramkarza. Obok tych cech wyróżniał się dryblingiem oraz ponadprzeciętną sprawnością fizyczną. Znakiem firmowym zawodnika było również uderzenie piłki z nieprawdopodobną rotacją, co znacznie utrudniało interwencję bramkarzom. Jest uznawany również za pierwszego piłkarza, który spopularyzował słynny „Strzał skorpiona”.
Arsenio Erico stanowił natchnienie dla wielkiego gracza argentyńskiego Alfredo Di Stéfano, który uważa go za jednego z największych piłkarzy wszech czasów, a na pewno najlepszego środkowego napastnika w dziejach światowego futbolu.
Jest strzelcem wszech czasów ligi argentyńskiej – w 332 ligowych spotkaniach zdobył 295 gole. W trakcie kariery trzykrotnie był ligowym królem strzelców. Bliski pobicia jego wyczynu był Ángel Labruna, który zdobył o trzy golę mniej.

## Śmierć
Po zakończeniu kariery Paragwajczyk miał problemy z krążeniem i sercem. Stan zdrowia piłkarza pogorszył się na tyle, że lekarze, podjęli decyzję o amputacji lewej nogi.
Ostatecznie Enrico zmarł w 23 lipca 1977 roku w wyniku zawału serca.
Przez wiele lat starano się, aby szczątki piłkarza spoczęły w jego rodzinnym Paragwaju. Udało się to zrealizować dopiero w 2010 roku, ponad 32 lata po jego śmierci. Dopiero wtedy, trumna spowita flagami Paragwaju i Argentyny została przetransportowana do Asunción. Po śmierci stadion Nacionalu został nazwany jego imieniem.

## Statystyki
| Klub      | Klub             | Klub             | Liga   | Liga   | Puchar | Puchar | Razem | Razem |
| Sezon     | Klub             | Liga             | Mecze  | Gole   | Mecze  | Gole   | Mecze | Gole  |
| Argentyna | Argentyna        | Argentyna        | League | League | Cup    | Cup    | Total | Total |
| --------- | ---------------- | ---------------- | ------ | ------ | ------ | ------ | ----- | ----- |
| 1934      | CA Independiente | Primera División | 21     | 12     | –      | –      | 21    | 12    |
| 1935      | CA Independiente | Primera División | 18     | 22     | –      | –      | 18    | 22    |
| 1936      | CA Independiente | Primera División | 26     | 21     | –      | –      | 26    | 21    |
| 1937      | CA Independiente | Primera División | 29     | 47     | –      | –      | 29    | 47    |
| 1938      | CA Independiente | Primera División | 30     | 43     | –      | –      | 30    | 43    |
| 1939      | CA Independiente | Primera División | 32     | 41     | –      | –      | 32    | 41    |
| 1940      | CA Independiente | Primera División | 30     | 29     | –      | –      | 30    | 29    |
| 1941      | CA Independiente | Primera División | 27     | 26     | –      | –      | 27    | 26    |
| 1942      | CA Independiente | Primera División | 3      | 0      | –      | –      | 3     | 0     |
| 1943      | CA Independiente | Primera División | 29     | 17     | –      | –      | 29    | 17    |
| 1944      | CA Independiente | Primera División | 26     | 12     | –      | –      | 26    | 12    |
| 1945      | CA Independiente | Primera División | 30     | 20     | –      | –      | 30    | 20    |
| 1946      | CA Independiente | Primera División | 19     | 4      | –      | –      | 19    | 4     |
| 1947      | CA Huracán       | Primera División | 7      | 0      | –      | –      | 7     | 0     |
| Łącznie   | Łącznie          | Łącznie          | 334    | 295    | -      | -      | 334   | 295   |

## Sukcesy

### Klubowe

#### Independiente
- Primera División: 1938, 1939
- Copa Dr. Ibarguren: 1939
- Copa Adrián Escobar: 1939
- Copa Aldao: 1938, 1939

#### Nacional
- Primera División: 1942

## Literatura
- Tomasz Wołek, Encyklopedia piłkarska FUJI: Copa America. Historia mistrzostw Ameryki Południowej 1910-1995, Wydawnictwo GiA, Katowice 1995, ISBN 83-902751-2-0, s. 52–53